# Blake Rock
Der Blake Rock ist eine 1595 m hohe und isolierte Felsformation im westantarktischen Queen Elizabeth Land. Er ragt 8 km südlich des südlichen Endes des Mackin Table in der Patuxent Range der Pensacola Mountains auf.
Der United States Geological Survey kartierte ihn anhand eigener Vermessungen und Luftaufnahmen der United States Navy aus den Jahren zwischen 1956 und 1966. Das Advisory Committee on Antarctic Names benannte ihn 1968 nach Joseph Albert Blake Jr. (1935–2012), Bauelektriker auf der Amundsen-Scott-Südpolstation im antarktischen Winter 1960.